# Reinhold Wilhelm Buchholz
Reinhold Wilhelm Buchholz (2. října 1837 – 17. dubna 1876) byl německý herpetolog a karcinolog. Působil v Greifswaldu, zabýval se zejména popisem fauny Severního moře a Kamerunu.

## Taxony
Taxony pojmenované na jeho počest:
- Strongylacron buchholzi Boeck, 1872
- Enhydrosoma buchholtzi (Boeck, 1872)
- Enchytraeus buchholzi Vejdovský, 1879
- Pheidole buchholzi Mayr, 1901

Výběr jím popsaných taxonů:
- Doropygus pullus Buchholz, 1869
- Goniodelphys Buchholz, 1869
- Goniodelphys trigona Buchholz, 1869
- Gunenotophorus globularis Buchholz, 1869
- Notopterophorus elongatus Buchholz, 1869
- Nectophryne afra Buchholz & Peters, 1875
- Acanthixalus spinosus (Buchholz & Peters, 1875)
- Hyperolius acutirostris Buchholz & Peters, 1875
- Conraua crassipes (Buchholz & Peters, 1875)
- Letheobia decorosa (Buchholz & Peters, 1875)